# Alectoris rufa
La pernice rossa (Alectoris rufa) (Linnaeus, 1758) è un uccello della famiglia dei Phasianidae endemico dell'Europa sud-occidentale

## Sistematica
La pernice rossa presenta tre sottospecie:
- Alectoris rufa rufa in Francia centro settentrionale e meridionale, in Italia nord-occidentale (Piemonte, Liguria e Toscana nord occidentale, inclusa l'Isola d'Elba), ed in Corsica (qui, in precedenza, A. r. corsa, non più valida)
- Alectoris rufa hispanica in Spagna nord occidentale
- Alectoris rufa intercedens nella rimanente parte della Penisola Iberica

## Aspetti morfologici
Ha dimensioni medie, infatti è lunga una trentina di centimetri, per circa mezzo chilo di peso. Ha un collarino nero - profondamente sgocciolato verso il basso - intorno alla gola bianca, le zampe sono di colore rosso, e non c'è dimorfismo sessuale spiccato.

## Distribuzione e habitat
La pernice rossa è una specie endemica dell'Europa sud-occidentale sebbene sia stata introdotta per ragioni venatorie in molti paesi europei (e.g., Regno Unito, Macaronesia; introdotta ma non naturalizzata in Nuova Zelanda) ed extra-europei; è presente anche in Italia sulle Alpi Marittime, in Piemonte, sull'Appennino Ligure e quello tosco-emiliano, ed all'Isola d'Elba, dove si trova la popolazione naturale di maggior pregio conservazionistico della Penisola. Di un soggetto della popolazione elbana è stato recentemente (2021) sequenziato l'intero genoma, mentre altri genomi relativi ad animali spagnoli sono stati ottenuti nel 2024. Gli habitat tipici sono rappresentati dagli spazi aperti, a quote basse, spesso nella macchia mediterranea o nelle radure di boschi cedui.

## Biologia
Raramente prende il volo, preferisce correre a lungo, e solo in caso di pericolo spicca il volo.

### Voce
Il suo tipico ciak-ka, ripetuto più volte, lo fa distinguere da specie simili.

### Cibo ed alimentazione
L'alimentazione è basata su semi, bacche e qualche insetto.

### Riproduzione

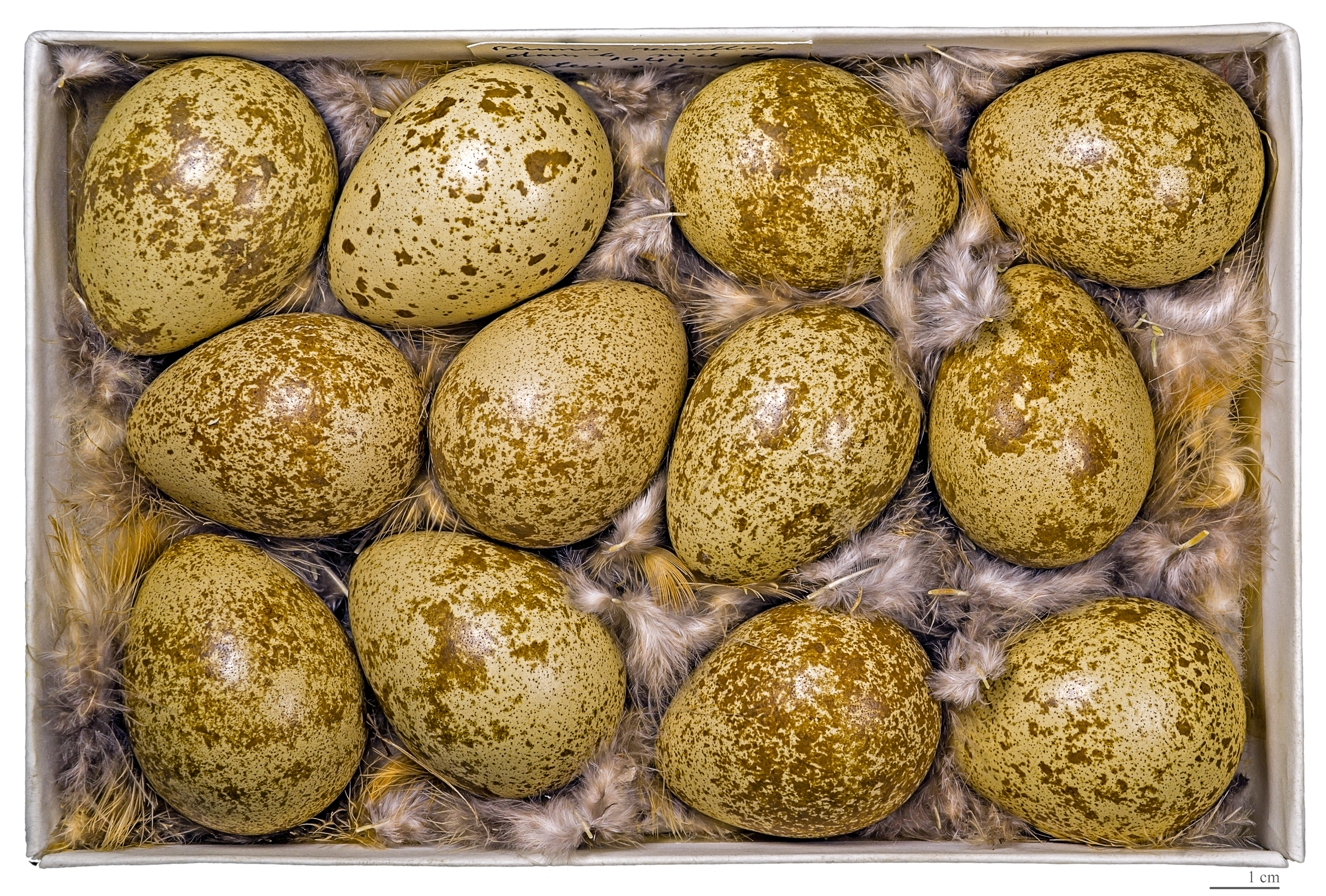
Uova di Alectoris rufa rufa

Nidifica in primavera inoltrata e depone dalle dieci alle diciotto uova, che si schiudono dopo tre settimane di cova; i pulli raggiungono lo svezzamento in meno di un mese.

### Spostamenti
Specie sedentaria, si muove di rado dai luoghi dove vive.

## Galleria d'immagini

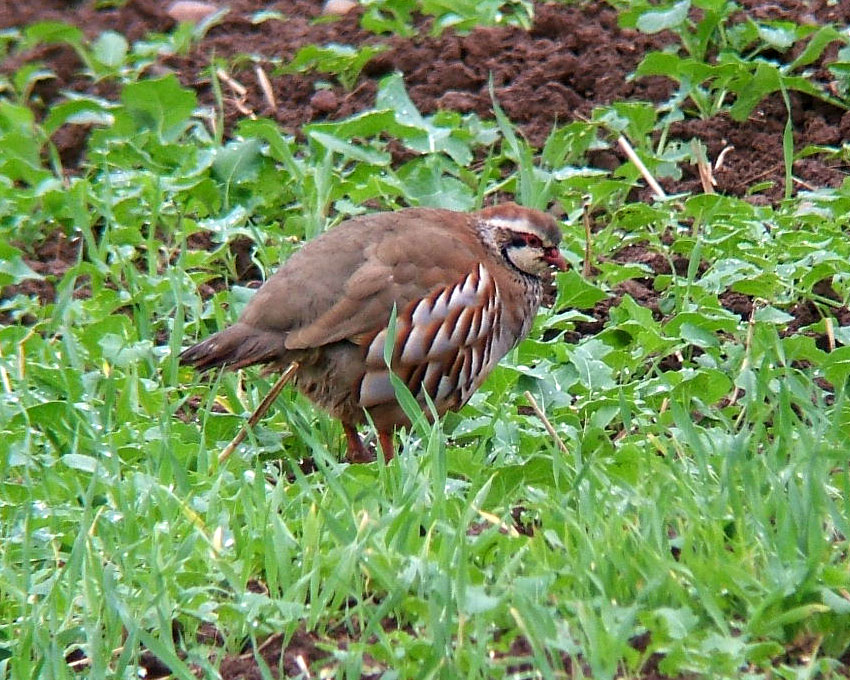
Alectoris rufa liberata a Northumberland
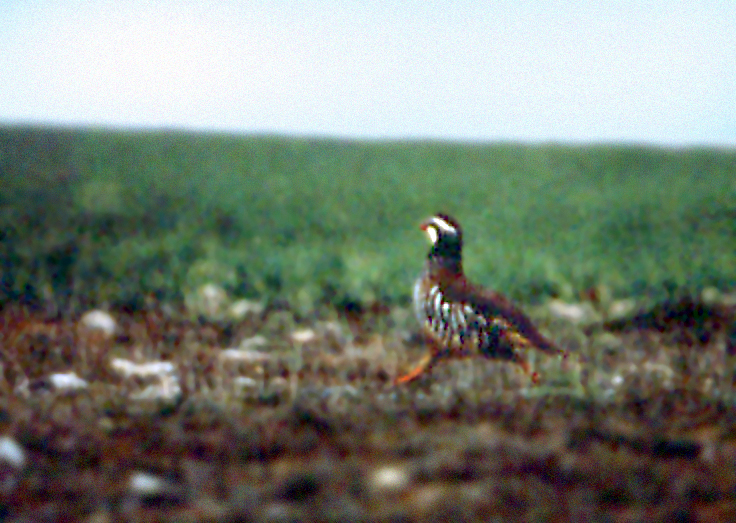
Alectoris rufa che corre per i campi di Alaejos
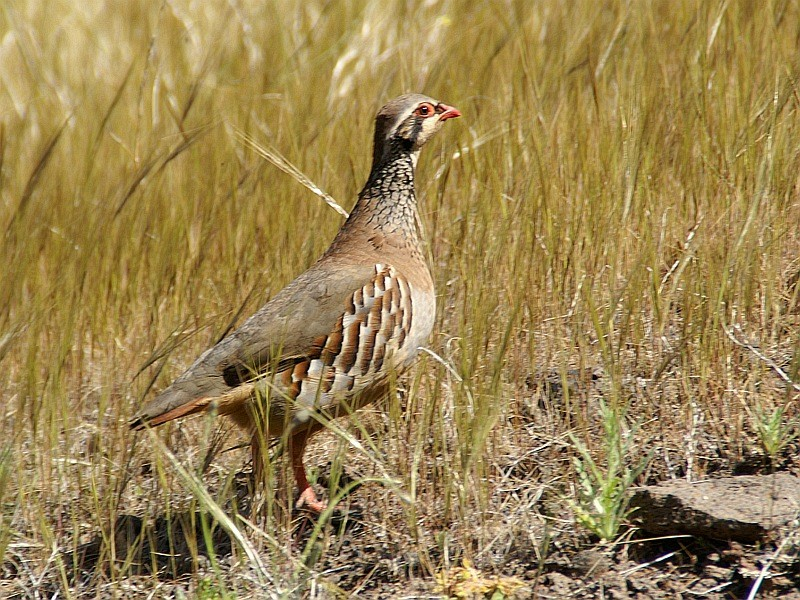
Alectoris rufa nell'isola di Gran Canaria